# Vingt Regards sur l’Enfant-Jésus
Vingt Regards sur l'Enfant-Jésus ("Tjugo betraktelser över Jesusbarnet") är ett verk för piano av kompositören Olivier Messiaen, komponerat 1944 och tillägnat hans elev och blivande hustru pianisten Yvonne Loriod.
Verket tar drygt två timmar att framföra och består av tjugo satser:
1. Regard du Père ("Faderns betraktelse")
2. Regard de l'étoile ("Stjärnans betraktelse")
3. L'échange ("Utbytet")
4. Regard de la Vierge ("Jungfruns betraktelse")
5. Regard du Fils sur le Fils ("Sonens betraktelse över Sonen")
6. Par Lui tout a été fait ("Genom Honom blev allt till")
7. Regard de la Croix ("Korsets betraktelse")
8. Regard des hauteurs ("Höjdernas betraktelse")
9. Regard du temps ("Tidens betraktelse")
10. Regard de l'Esprit de joie ("Glädjens andes betraktelse")
11. Première communion de la Vierge ("Jungfruns första nattvard")
12. La parole toute puissante ("Det allsmäktiga ordet")
13. Noël ("Jul")
14. Regard des Anges ("Änglarnas betraktelse")
15. Le baiser de l'enfant-Jésus ("Jesusbarnets kyss")
16. Regard des prophètes, des bergers et des Mages ("Profeternas, herdarnas och de vise männens betraktelse")
17. Regard du silence ("Tystnadens betraktelse")
18. Regard de l'Onction terrible ("Den fruktansvärda Smörjelsens betraktelse")
19. Je dors, mais mon cœur veille ("Jag sover, men mitt hjärta vakar")
20. Regard de l'Église d'amour ("Kärlekens Kyrkas betraktelse")